# Hallen (Åre)
Hallen is een plaats in de gemeente Åre in het landschap Jämtland en de provincie Jämtlands län in Zweden. De plaats heeft 223 inwoners (2005) en een oppervlakte van 46 hectare. De plaats ligt aan de westoever van het meer Storsjön.

## Verkeer en vervoer
Bij de plaats loopt de Länsväg 321.